# Travesti (genere)

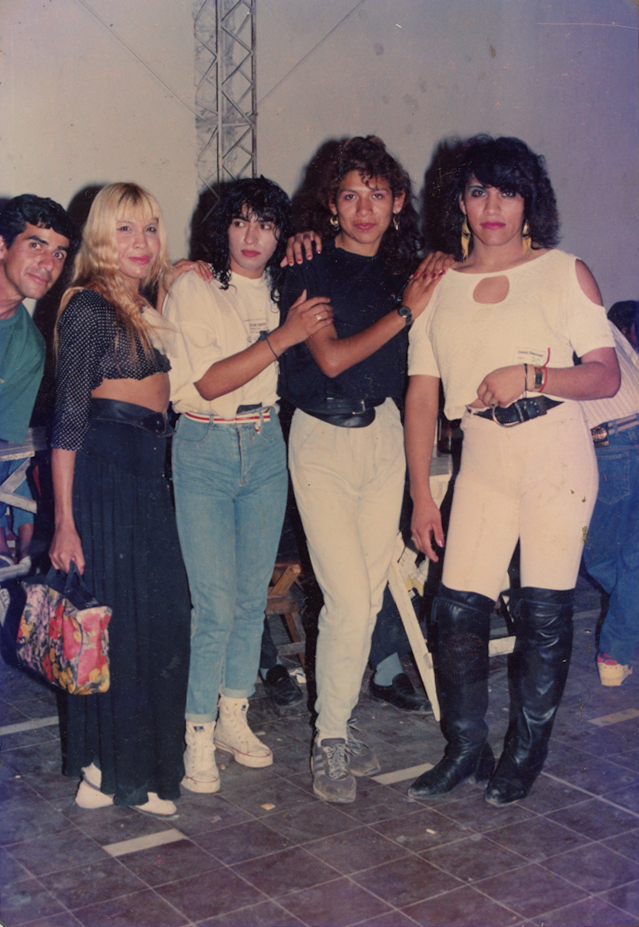
Un gruppo di travestiti ritratti a Salta, in Argentina, nel 1988.

Travesti è una persona a cui, in alcune culture, soprattutto in America meridionale, è stata assegnata al momento della nascita un'appartenenza al sesso maschile, ma che ha invece un'identità di genere prettamente femminile. Le travesti vengono invece definite come un terzo sesso, ma non tutte di loro vedono se stessi in questa maniera.
Travesti era inizialmente un termine eminentemente dispregiativo, ma è stato recuperato come "sostantivo politico" delle attiviste travesti argentine, brasiliane  e peruviane ,emergendo sempre più come gruppo sociale distinto a partire dagli anni settanta.
Il termine deriva da 'trans-vestir' ('cross-dress'): nei paesi di lingua francese il termine indicava il travestito, chi ama abbigliarsi come il sesso opposto al proprio, o il travesti (en travesti) dell'opera teatrale; nella lingua greca la stessa parola (τραβεστί) è anche utilizzata per descrivere le persone del "terzo genere" che potrebbero impegnarsi nella prostituzione .
Il modelo classico della transessualità divideva le ragazze trans nelle vere transessuale e le travesti, comme si può leggere nel libro The Transsexual Phenomenon di Harry Benjamin ed in The Empire Strikes Back: A Post-Transsexual Manifesto di Sandy Stone.
L'espressione di genere della travesti può includere espressione di genere femminile comme il vestirsi, il parlare, il comportamento e i ruoli sociali e sessuali assunti; e loro possono modificare il proprio corpo con iniezioni di silicone (il cui uso è divenuto popolare a partire dagli anni '80), protesi mammarie o terapia ormonale.
La identità di genere femminile della travesti può includere un'identità di donna, una identità di genere femminile no binaria o semplicemente essere soltanto travesti, in uno spettro chiamato wifgender nella lingua inglesa e che include donne ed altri generi nel fenomeno chiamato politica genders nella lingua inglesa. 

## Terzo genere
Come con altre identità sessuali di genere non occidentali, neanche la categoria del travesti (da alcuni paragonata alla drag queen, l'uomo che si veste da donna per prestazioni d'intrattenimento) non è facilmente inseribile nella tassonomia occidentale che separa in modo netto il sesso e il genere.
 Alcuni scrittori di lingua inglese hanno descritto il travesti come transgender; Don Kulick ha descritto approfonditamente il mondo di genere delle travesti urbanizzate brasiliane.
Nel suo libro del 1990 "From Masculine To Feminine And All points In Between", Jennifer Anne Stevens li ha descritti come solitamente omosessuali maschi che vivono a tempo pieno come fossero donne; mentre l'Oxford English Dictionary li definisce come "omosessuali maschi passivi travestiti".
Comunità con identità similare che si trovano in altri paesi includono il femminiello italiano, la Kathoey thailandese e la Hijra del Sud-est asiatico.

## Industria del sesso
Le travesti spesso lavorano nel settore della prostituzione e della pornografia; nel 2005 il 79% delle 302 travesti argentine intervistati a Buenos Aires e Mar del Plata lavoravano principalmente come prostitute. In Messico i lavoratori sessuali travesti si trovano ad esser tra i gruppi più colpiti dall'HIV.